# Christian Beppo Peters
Christian Beppo Peters (* 1979 in Augsburg) ist ein deutscher Theaterschauspieler und Sprecher.

## Leben
Bereits früh begann Peters an Projekten der freien Theaterszene teilzunehmen. Seine Ausbildung bekam er an der Akademie für Darstellende Kunst Ulm, wo er in den Produktionen Frühlingserwachen (Regie: Andreas von Studnitz), Vaterlos (Regie: Malte Kreutzfeldt) und Kleine Engel (Regie: Stefanie Kunz) sowie bei mehreren Autorenlesungen zu sehen war.
Von 2008 bis 2010 war er fest am Kinder- und Jugendtheater des Landestheaters Tübingen engagiert. Danach arbeitete er frei am Landestheater Tübingen und am Theater Aachen. Von 2015 bis 2017 war er fest am Theater Trier angestellt.
Seit 2017 ist er freischaffend.

## Theatrografie

### Landestheater Tübingen
- 2008/09: Die Familie Schroffenstein (Heinrich von Kleist)
- 2008/10: Haram (Ad de Bont)
- 2008/10: Meisterdetektive (Michael Miensopust)
- 2008/10: Wie Kater Zorbas der kleinen Möwe das Fliegen beibrachte (Luis Sepúlveda)
- 2009/10: Die Abenteuer des Peer Gynt (Ralf Jaroschinski nach Henrik Ibsen)
- 2009/10: Fritz – A German Hero (Peter-Paul Zahl)
- 2009/11: Gullivers Reisen (Karin Eppler nach Jonathan Swift)
- 2010/11: Der Diener zweier Herren (Carlo Goldoni)
- 2010/11: Romeo und Julia (William Shakespeare)
- 2010/12: Der jüngste Tag (Ödön von Horváth)
- 2011/12 & 2013/14: Benefiz – jeder rettet einen Afrikaner (Ingrid Lausund)
- 2011/12: Der Meister und Margarita (nach Michail Bulgakow)
- 2011/12: Die Stützen der Gesellschaft (Kai Schubert nach Henrik Ibsen)
- 2011/12: Troilus und Cressida (William Shakespeare)
- 2011/12: Hölderlinhafen. Das Megafonspektakel (Sandra Hoffmann & Maria Viktoria Linke)
- 2011/13: Die schmutzigen Hände (Jean-Paul Sartre)
- 2012/14: Dantons Tod (Georg Büchner)
- 2012/14: Leere Stadt (Dejan Dukovski)
- 2013/14: Oblomov (Iwan Gontscharow)
- 2013/14: Three Kingdoms (Simon Stephens)

### Klosterfestspiele Wettingen
- 2014: Viel Lärm um Nichts (William Shakespeare) Regie: Thorleifur Örn Arnarsson

### Gessnerallee Zürich
- 2015: Fernwärme, Regie: Katharina Cromme

### Theater Trier
- 2015:
  - Der Zauberberg, Regie: Christina Friedrich
  - Tartuffe, Regie: Thorleifur Örn Arnarsson
  - Der Messias, Regie: Marc Wortel
- 2016:
  - Das Cabinet des Dr. Caligari, Regie: Alice Buddeberg
  - Pension Schöller, Regie: Lydia Bunk
  - Im Weissen Rössl, Regie: Christian von Götz
  - Cabaret, Regie: Lisa & Laura Quarg
- 2017:
  - Der Ring / BabyBabyBallaBalla, Regie: Thomas Goerge
  - Bunbury, Regie: Gerhard Willert

### Freies Ensemble Düsseldorf / Associação Cultural Warethwa Mosambique
- 2017 Blackbird, Regie: Simon Eifeler

### Junges Theater Augsburg
- 2018: Patricks Trick, Regie: Wini Gropper
- 2019/20/23: Adalbert der 8. Zwerg, Regie: Susanne Reng / Hartmut Uhlemann
- 2020/21: Hass, Regie: Susanne Reng / Wini Gropper

### Augsburger Friedensfest
- 2019: Live-Hörspiel: Tschick, Regie: Christian Peters
- 2020: Soloperformance: Rituale, Regie: Christian Peters

### werkmünchen / Mucca / München
- 2023: 1130 Meter Schwere Reiter, Regie: Thomas Goerge

### Bridgeworks / Köln
- 2023: ArtLab / künstlerisches Forschungsprojekt / disagreement & coexistence

### Freie Bühne München FBM
- 2023: Der Meister & Margarita, Regie: Martin Kindervater

## Theaterpädagogische Arbeit

### Junges Theater Augsburg / einsmehr e.V.
- 2023: Freispiel 21
- 2024: Spiel 21

## Sprechen
- seit 2019: sproutsschools Deutschland (Overvoice bei Schulungs- und Lehrvideos)
- seit 2020: bloomstories (Hörspiele)
- Werbung für LIDL, Trollinger Marathon
- 2023: Bayerischer Rundfunk / ARD Mediathek: Radio-Tatort "Laim, mon amour"